# Camisa havaiana

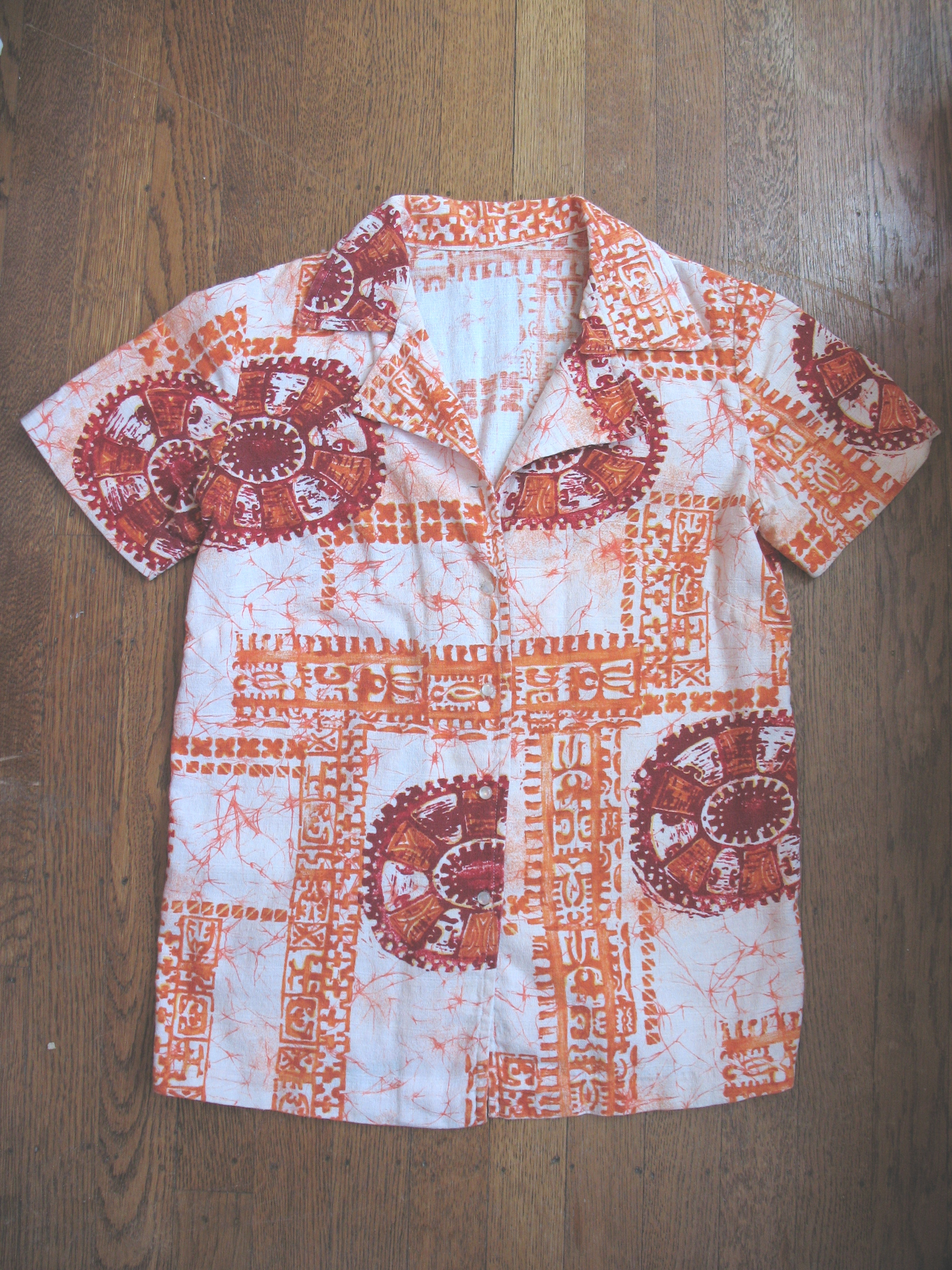
Uma camisa vintage aloha, para 1960

A camisa Aloha, comumente conhecida como camisa havaiana, é um estilo de camisa de vestir originária do Havaí. É atualmente a principal exportação têxtil da indústria manufactureira das ilhas. 

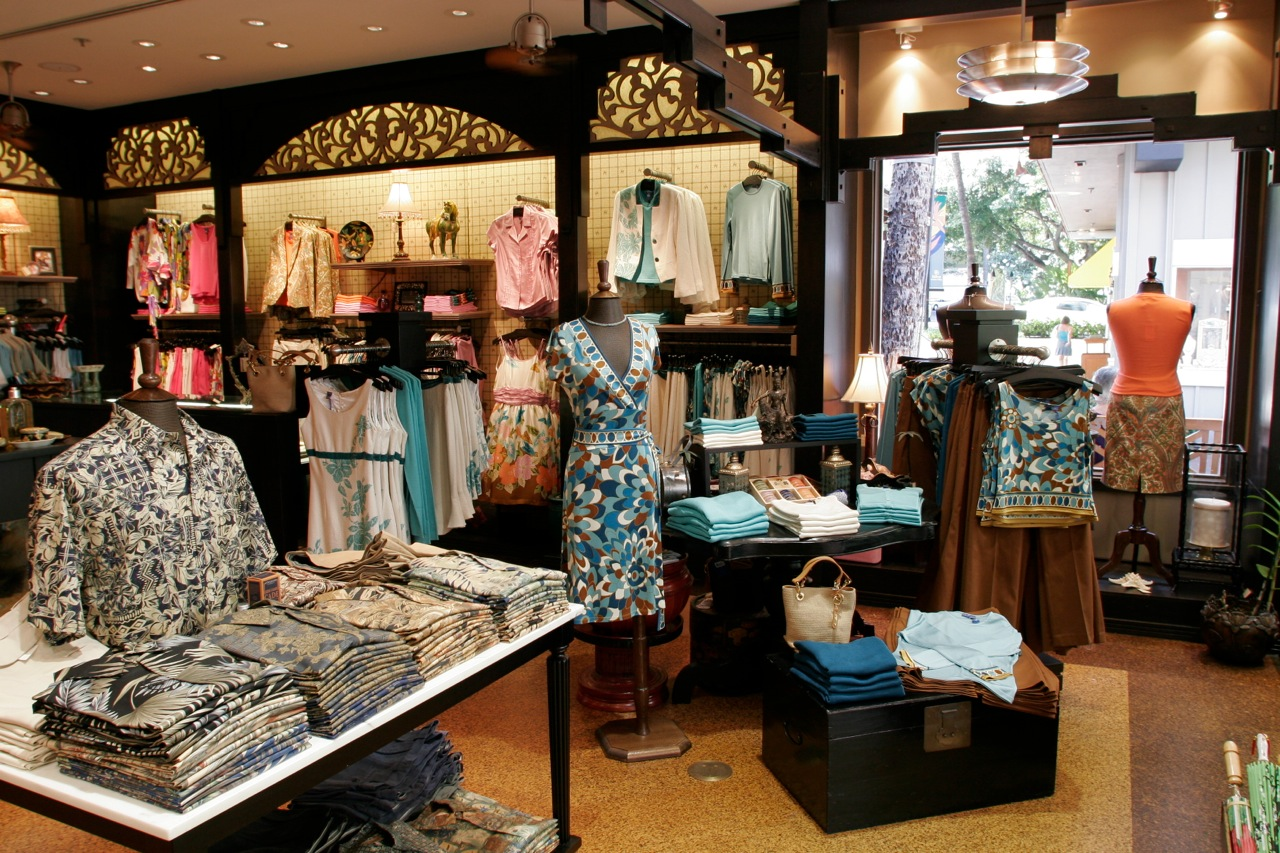
The Tori Richard store em Hilton Hawaiian Village, Waikiki

## Características
As camisas de vestir estão impressas com motivos tropicais em tons vivos, em sua maioria são de manga curta e com pescoço. Pelo geral, têm botões, às vezes para toda o comprimento da camisa de vestir e, às vezes, até ao peito (tipo suéter). As camisas de vestir Aloha geralmente têm um bolso esquerdo no peito, costurado com frequência com atenção para assegurar que o padrão impresso permaneça contínuo. As camisas Aloha podem ser usadas por homens ou mulheres. As camisas Aloha para mulher costumam ter um corte mais escotado, com pescoço em v. O dobradilho inferior é recto, já que as camisas não estão destinadas a ser metidas na cintura dos calções.
As camisas Aloha que se exportam à parte continental dos Estados Unidos e outros lugares se chamam camisas havaianas e, com frequência, têm cores brilhantes com motivos florais ou motivos polinésios genéricos. Usam-se sobretudo como roupa informal de Verão.

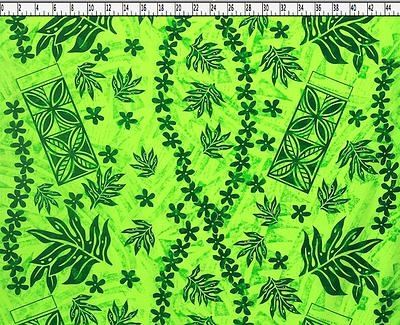
Estampado havaiano

As camisas tradicionais Aloha para homem, fabricadas para os residentes locais do Havaí, geralmente estão enfeitadas com desenhos de colchas tradicionais havaianas, desenhos de tampa e padrões florais simples em cores mais apagadas. As camisas Aloha contemporâneas podem ter estampados que não têm nenhum desenho floral ou de colcha havaiana tradicional, senão que podem incorporar bebidas, palmeiras, tábuas de surf ou outros elementos tropicais da ilha organizados no mesmo padrão que uma camisa tradicional Aloha.
As camisas Aloha fabricadas para uso local consideram-se vestimenta formal nos negócios e o governo e, portanto, consideram-se equivalentes a uma camisa americana e corbata (geralmente pouco prática no clima mais quente do Havaí) em todos os meios, excepto nos mais formais.  O Malihini (recém chegado) e os turistas (visitantes) com frequência usam desenhos de muitas cores brilhantes, enquanto os Kamaʻāina (autóctonos ou aqueles que têm estado vivendo nas ilhas por muito tempo) parecem preferir padrões menos chamativos.. Estas camisas com frequência plotam-se no interior, dando como resultado a cor apagada no exterior, e chamam-se de "impressão inversa". Aqueles que não estejam familiarizados com esta prática poderiam considerar que se trata de um defeito de fabricação porque a camisa parece estar costurada ao revés.
O conceito relacionado de "Aloha Attire" deriva-se da camisa Aloha. Os eventos semi-formais como casamentos, festas de aniversários e jantares com frequência se designam como "Aloha Attire", o que significa que os homens usam camisas Aloha e as mulheres usam muumuu ou outras impressões tropicais. Como Havaí tende a ser mais informal, rara vez é apropriado assistir a tais celebrações com roupa de noite completa como no continente; em mudança, Aloha Attire é visto como o meio feliz entre a formalidade excessiva e a roupa informal. O "Aloha Friday", uma tradição agora comum de celebrar o fim da semana trabalhista com um atuendo mais informal nas sextas-feiras, inicialmente surgiu de um esforço por promover as camisas Aloha. Ainda que não é raro ver a mulheres profissionais participar no Aloha Friday, é mais comum ver aos homens vestir desta maneira.

## História

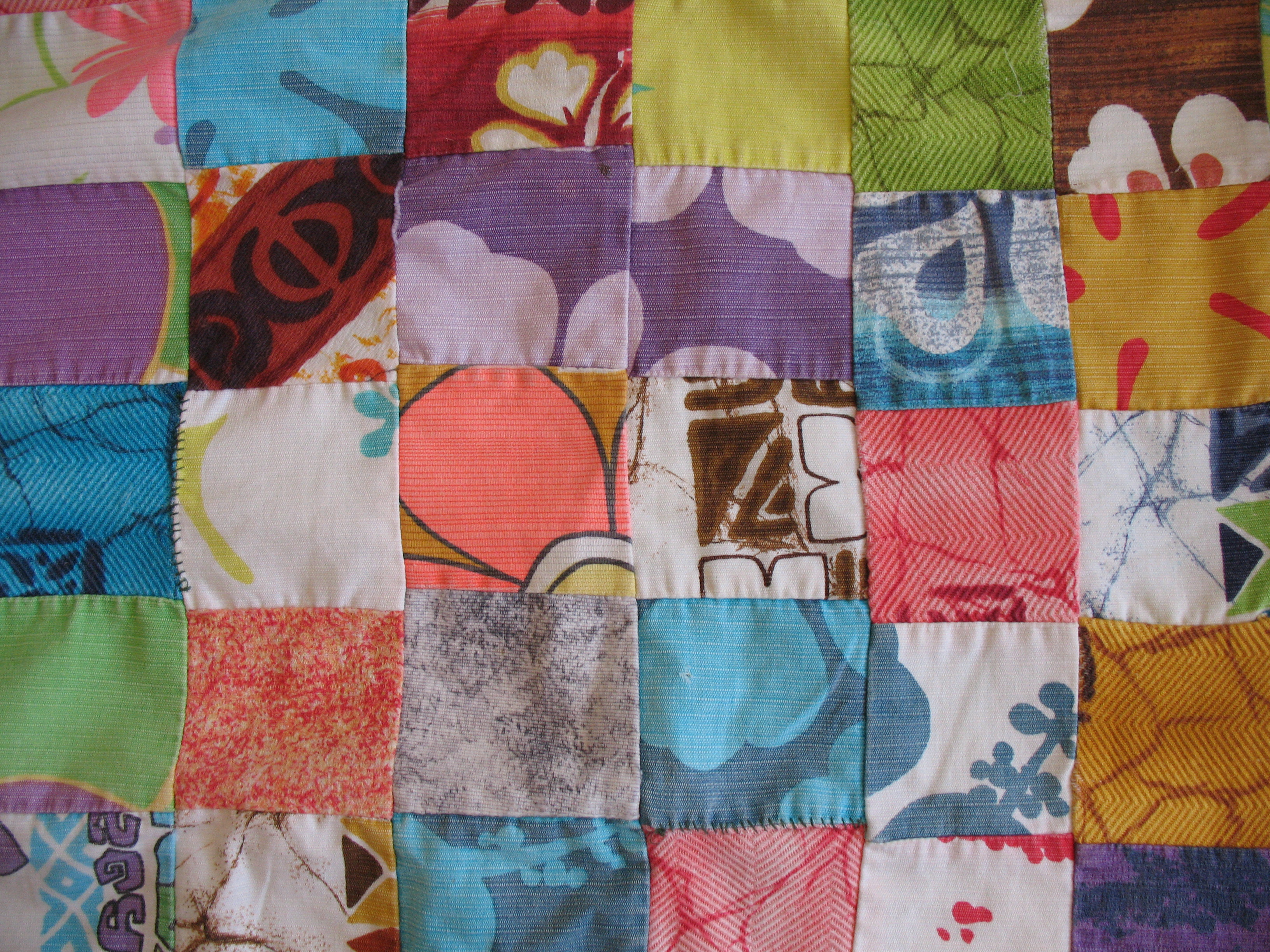
Edredón feito com teia vintage de camisas aloha, ao redor de 1960

Segundo um anúncio publicitário do Honolulu Advertiser de 28 de junho de 1935, a camisa Aloha vendeu-se pela primeira vez em "Musashi-ya shoten" em Honolulu, e foi precedida da "Musashi-ya", estabelecida pelo imigrante japonês Chōtarō Miyamoto (宮本 長 太郎) em 1904. Após a morte de Miyamoto, em 1915, a loja foi rebaptizada como "Musashiya shoten" (em japonês: 武 蔵 屋 呉 呉 服 店; Musashi-ya-gofukuten) por seu filho Kōichirō Miyamoto, quem costurou uma camisa Aloha usando telas de kimono japonês e foi o primeiro que a vendeu.

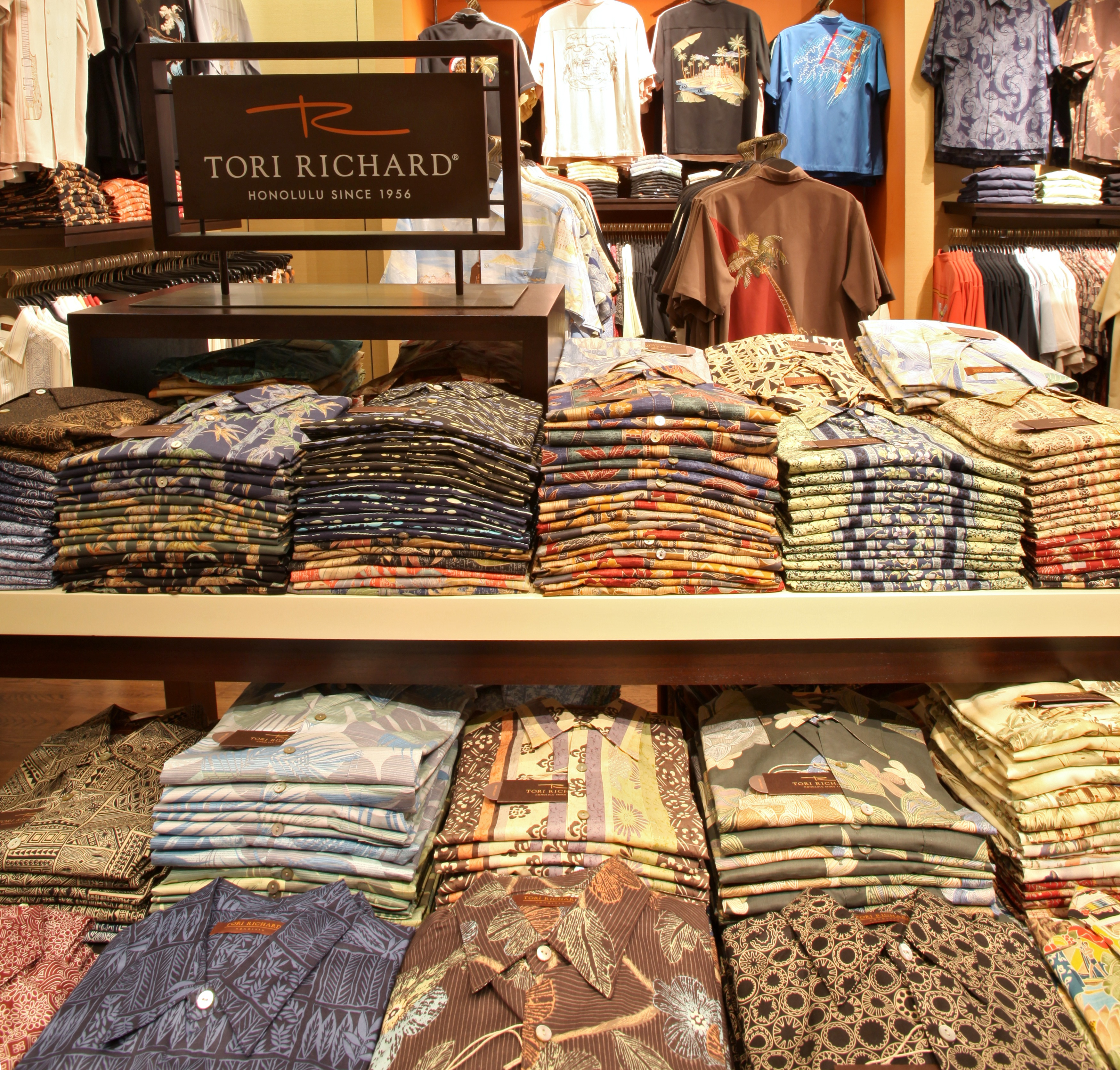
Camisas de Tori Richard numa loja

A moderna camisa Aloha foi desenhada a princípios da década de 1930 pelo comerciante chinês Ellery Chun de King-Smith Clothiers and Dry Goods, uma loja em Waikiki. O primeiro anúncio publicado em The Honolulu Advertiser para a camisa Aloha de Chun publicou-se a 28 de junho de 1935. Os residentes locais, especialmente os surfistas, e os turistas foram à loja de Chun e compraram todas as camisas que tinha. Nuns anos, as principais marcas de desenhadores surgiram em todo Havaí e começaram a fabricar e vender em massa as camisas Aloha. A fins da década de 1930, 450 pessoas estavam empregadas numa indústria com um valor anual de 600.000 $.  As correntes varejistas no Havaí, incluídas as estabelecidas no continente, podem produzir em massa um desenho único de camisa aloha para uniformes de empregados.
Após a Segunda Guerra Mundial, muitos militares e mulheres de serviço regressaram aos Estados Unidos desde as ilhas da Ásia e o Pacífico com as camisas aloha feitas no Havaí desde a década de 1930. Os turistas começaram a viajar mais ao Havaí na década de 1950 quando os aviões comerciais e rápidos permitiam uma viagem mais fácil e o antigo território dos Estados Unidos se converteu em estado em 1959. Alfred Shaheen, um fabricante de têxteis, revolucionou a indústria da confecção de posguerra em Havaíi ao desenhar, plotar e produzir camisas aloha e outros artigos prontos para usar. As camisas com estampado tropical para homem e os vestidos de verão para mulher converteram-se em lembranças regular e, às vezes,  pegadizos para os viajantes, mas Shaheen elevou prenda-las ao nível de alta moda com estampados artísticos, materiais de alta qualidade e confecção de perfeito acabamento. Tori Richard é a marca destas camisas, estabelecida em Honolulu no final de 1956. Elvis Presley levava uma camisa vermelha Aloha desenhada por Shaheen na capa do álbum da trilha corrente de Blue Hawaii em 1961.

### Semana de aloha

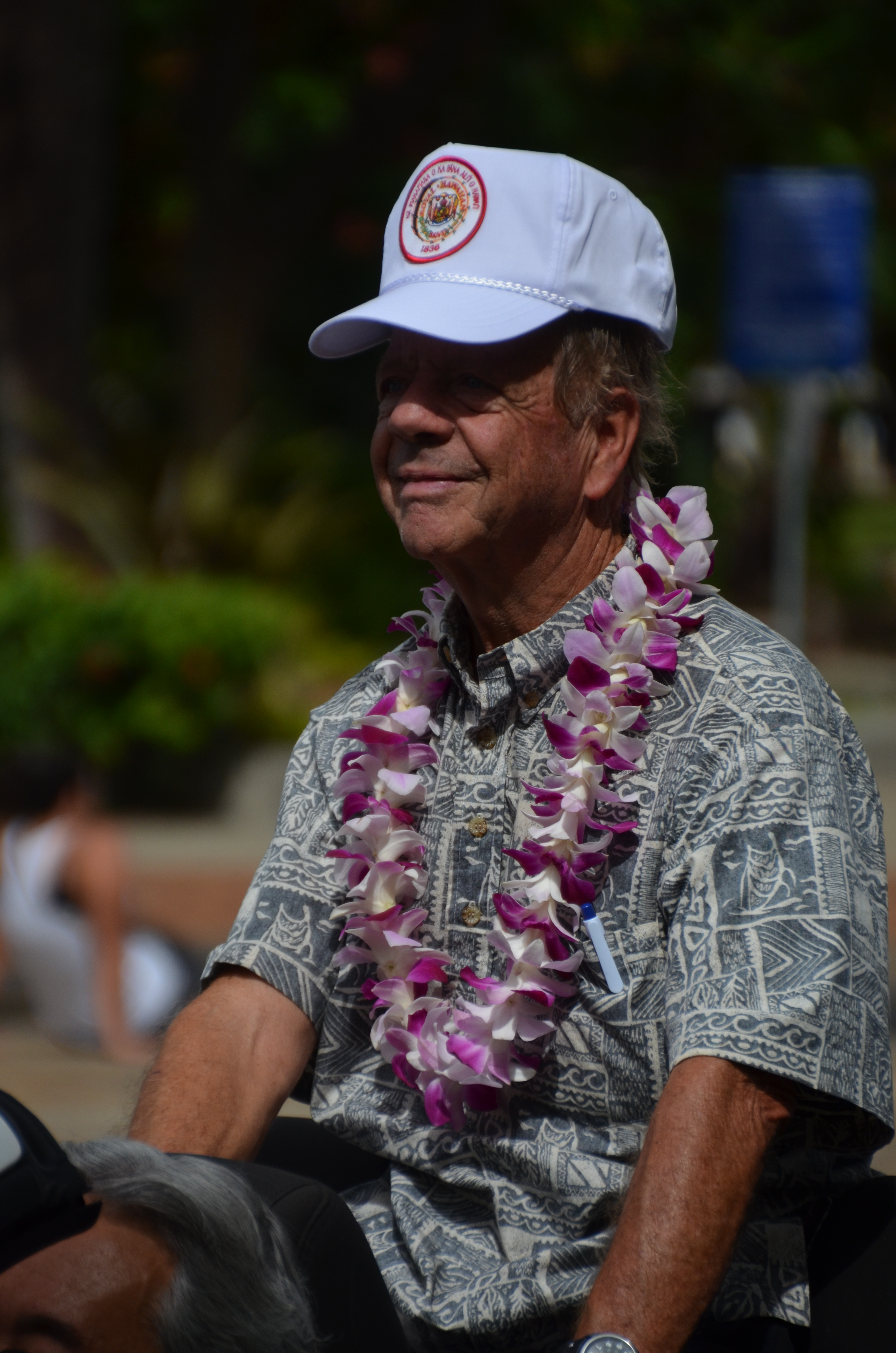
Homem com uma camisa típica Aloha durante o desfile floral 2012 dos Aloha Festivals

Em 1946, a Câmara de Comércio de Honolulu financiou um estudo sobre as camisas e desenhos aloha como possível roupa cómoda de negócios que usar durante os verões calorosos do Havaí. A cidade e o condado de Honolulu aprovaram uma resolução que permitiu desde então aos seus empregados a usar camisas de desporto de junho a outubro. Aos empregados da cidade não se lhes permitiu usar camisas Aloha para negócios até à criação do festival da Semana Aloha em 1947. O festival da Semana Aloha esteve motivado por preocupações culturais e económicas: o festival, que se celebrou pela primeira vez no Parque Ala Moana em outubro desse ano, reavivou o interesse pela música, a dança, os desportos e as tradições havaianas antigas. Teve uma dança de holoku, um desfile floral e um festival de makahiki ao que assistiram 8 000 pessoas. Economicamente, o evento de uma semana de duração, atraiu visitantes pela primeira vez em outubro, tradicionalmente um mês baixo para o turismo, o que beneficiou à indústria da moda havaiana, já que proporcionou as camisas muʻumuʻou e aloha usadas para a celebração.  Na semana de Aloha expandiu-se em 1974 a seis ilhas e estendeu-se a um mês. Em 1991, Aloha Week passou a chamar-se Aloha Festivals .
Ao final, o Aloha Week teve uma influência directa na demanda resultante de roupa aloha, e foi responsável por apoiar a fabricação local de roupa: os locais precisavam a roupa para os festivais, e cedo a gente em Havai começou a usar esta roupa em maior número como roupa de uso diário. A indústria da moda do Havaí sentiu-se aliviada, já que inicialmente estavam preocupados de que a roupa popular dos Estados Unidos continuasse substituindo ou substituído aloha.

### Aloha Friday
Em 1962, uma associação de manufatura profissional conhecida como Hawaiian Fashion Guild começou a promover as camisas e a roupa aloha para o seu uso no lugar de trabalho, particularmente como vestimenta de negócios. Numa campanha chamada "Operação Libertação", o Grémio distribuiu duas camisas aloha à cada membro da Câmara de Representantes do Senado e ao Senado do Havaí.  Posteriormente, aprovou-se uma resolução no Senado na que se recomendava levar uma camisa aloha durante todo o Verão, a partir do primeiro de maio. A redacção da resolução falava de permitir que "a população masculina regresse ao 'vestimento aloha' durante os meses de Verão em aras da comodidade e em apoio da indústria da confecção do estado número 50".
Em 1965, Bill Foster, Sr., presidente da Hawaii Fashion Guild, dirigiu à organização numa campanha para patrocinar o "Aloha Friday", um dia em que os empregadores permitiriam aos homens usar camisas aloha o último dia útil da semana, alguns meses do ano. O Aloha Friday começou oficialmente em 1966, e os adultos jovens da década de 1960 adoptaram o estilo, substituindo a roupa formal de negócios favorecida pelas gerações anteriores. Para 1970, a roupa aloha tinha ganhado aceitação geral no Havai como roupa de negócios para qualquer dia da semana. A diferença da vestimenta judicial requerida na maioria das jurisdições, aos advogados do Havaí pode-se-lhes permitir usar camisas aloha nos tribunais, ainda que isto varia entre os tribunais individuais.
O costume do Aloha Friday em Havaí estendeu-se lentamente para o Leste até à Califórnia, continuando em todo mundo anglo-saxão até à década de 1990, quando se conheceu como na Sexta-feira Casual. Desde finais do século XX no Havaí, a roupa aloha usa-se como atuendo de negócios para qualquer dia da semana, e o "Aloha Friday" se usa geralmente para se referir ao último dia da semana trabalhista. Agora considerado o termo de Havaí para "Graças a Deus é sexta-feira" (TGIF), a frase foi utilizada por Kimo Kahoano e Paul Natto em sua canção de 1982, "É Aloha Friday, Não há trabalho 'até a segunda-feira", escutada a cada sexta-feira nas emissoras de rádio havaianas em todo o estado.

## Galeria

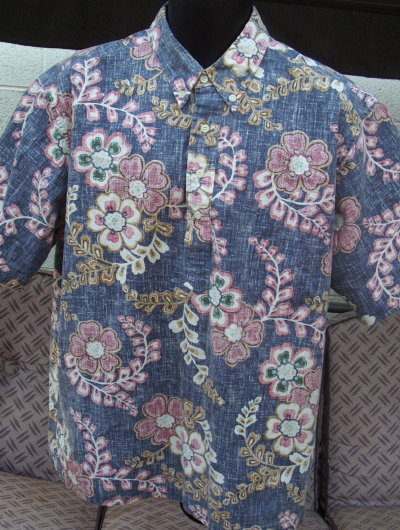
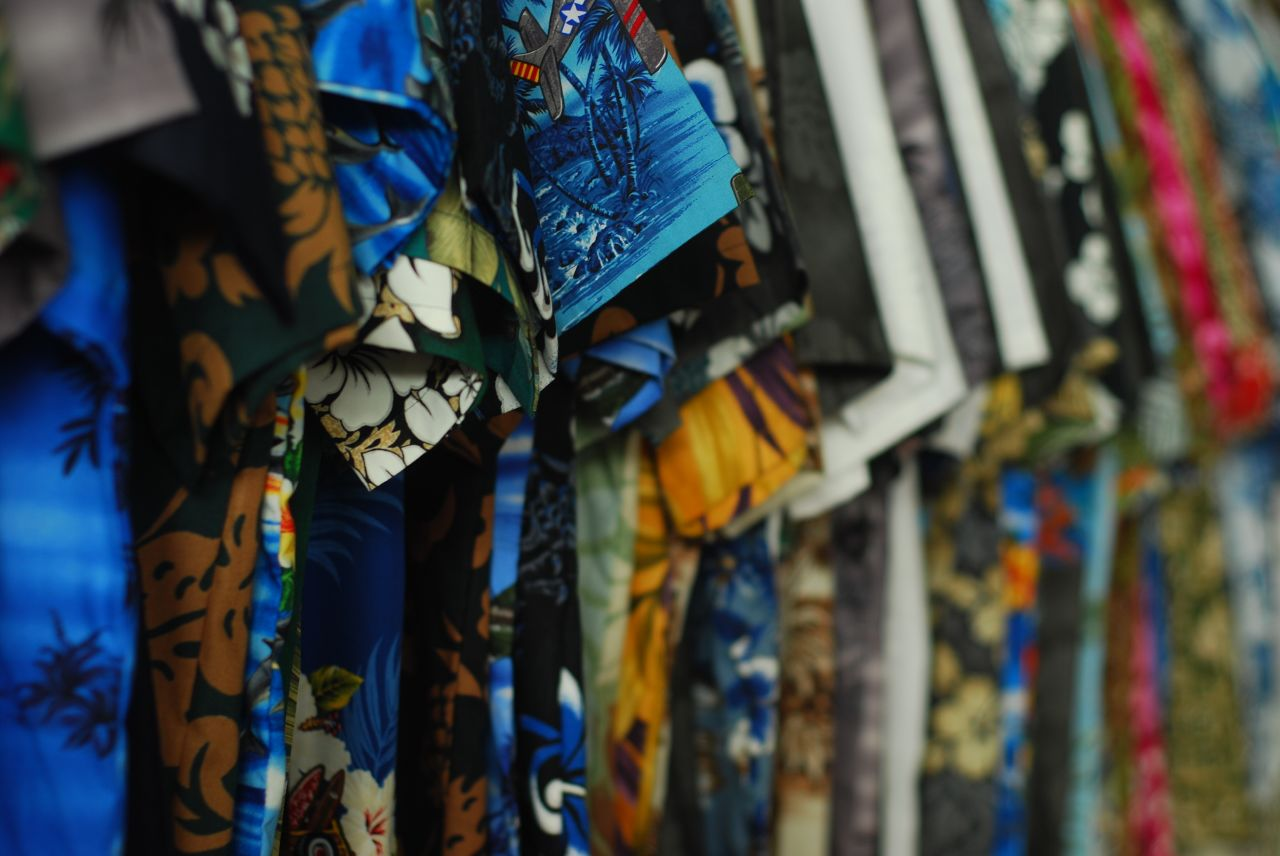
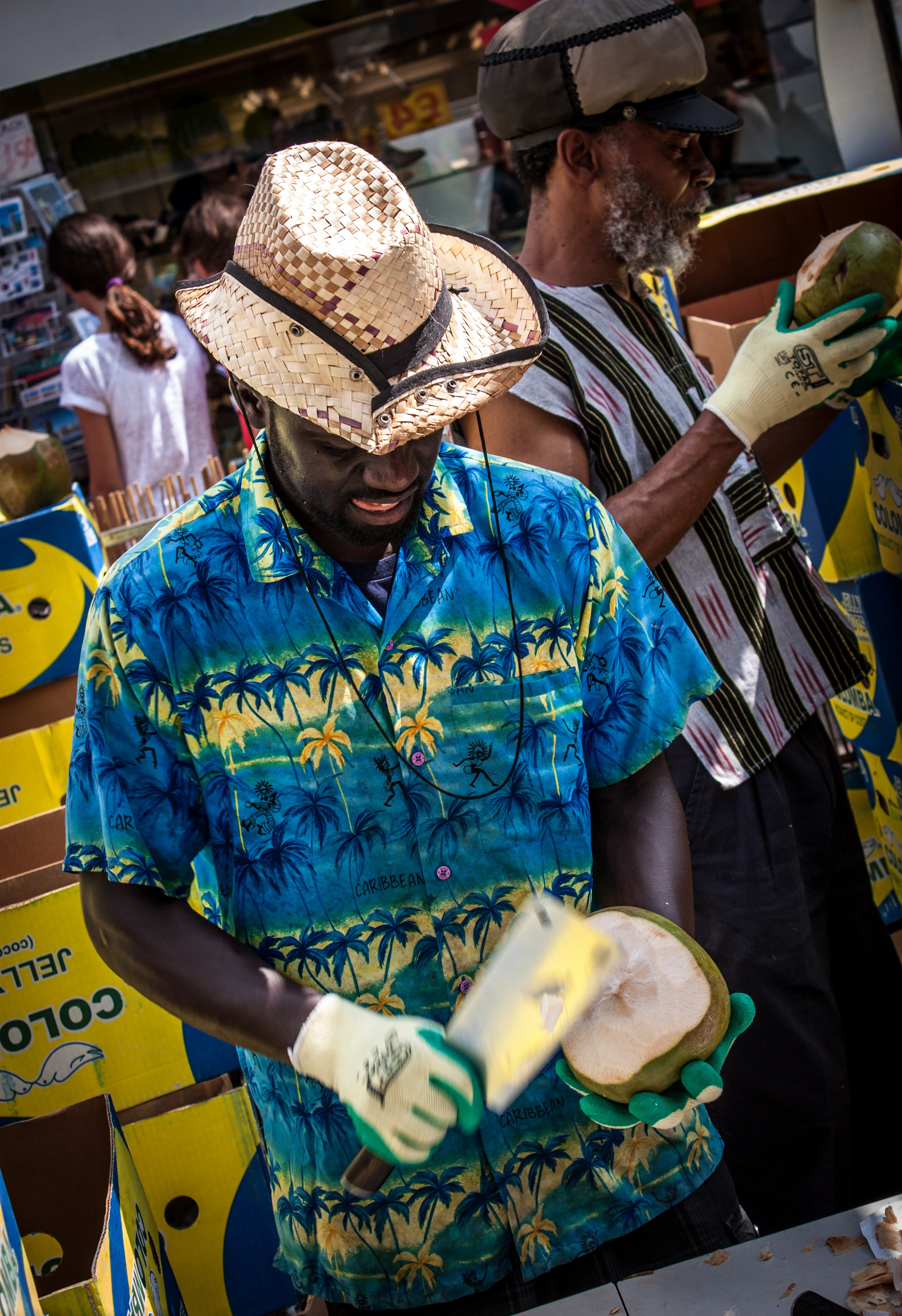
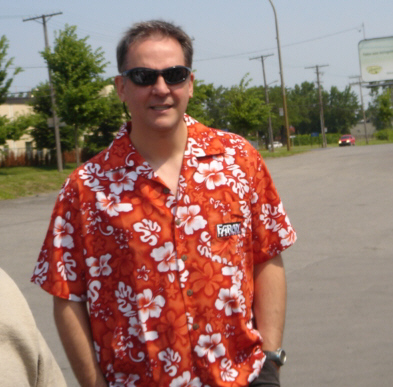
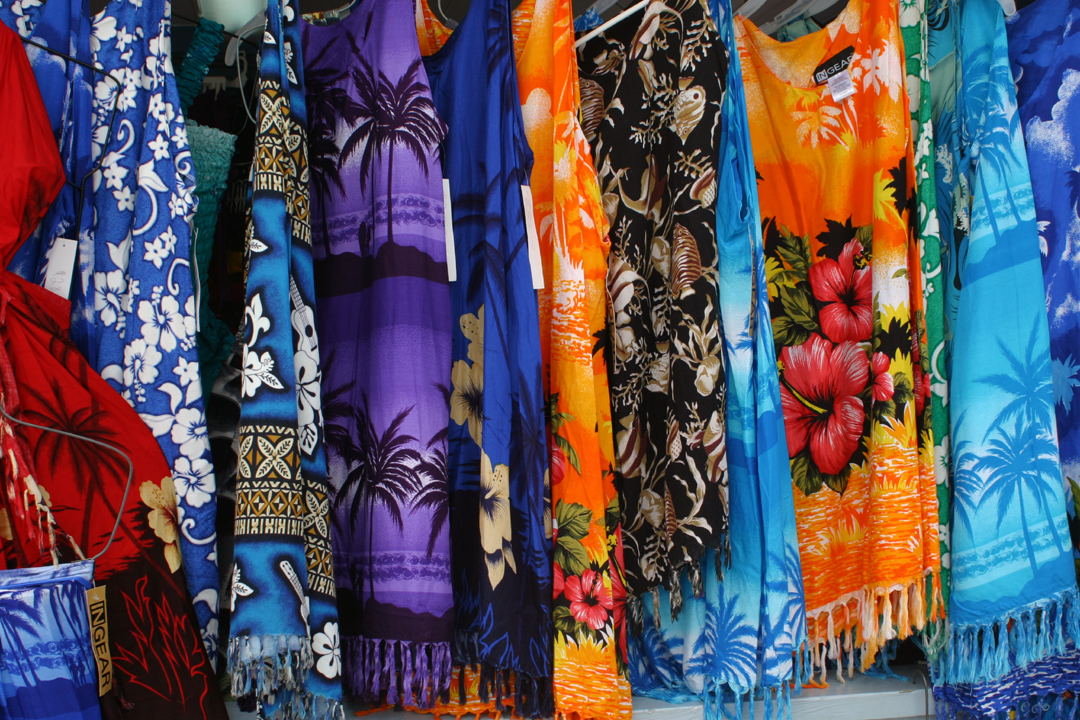

## Outras leituras
- Noland, Claire (4 de janeiro de 2009). «Alfred Shaheen, garment industry pioneer, dies at 86». Consultado em 4 de maio de 2009
- Padilla, Max (20 de junho de 2010). «Reyn Spooner's new wave of Hawaiian shirts». Consultado em 20 de junho de 2010